# 1360-ті
Пізнє Середньовіччя •  Реконкіста  •  Авіньйонський полон пап  •  Монгольська імперія

## Події

### Руські землі
У 1362—1363 роках Київщину, Переяславщину і Поділля було приєднано до Великого Князівства Литовського. 1362 року відбулася битва на Синіх Водах, яку успішно провів проти Золотої Орди великий князь Литовський Ольгерд. Заволодівши Києвом, князь Ольгерд посадив у ньому на княжіння свого сина Володимира.
1367 року Галич отримав магдебурзьке право.
1362 року 12-річний Дмитро Донський отримав в Орді ярлик на Володимирське князівство. Наступного року він відібрав владу в Дмитра Костянтиновича. 1366 року супротивники примирилися. 1367 року почалося будівництво білокам'яної стіни в Москві. В 1368 почалася війна між московським та тверським князівствами, в якій Твер підтримували литовський князь Ольгерд та Орда. 1370 року Москва знову напала на Твер, але зазнала невдачі.

### Візантія, Туреччина
1361 року турецький султан Мурад I захопив Адріанополь і встановив у ньому свою столицю. 1363 року турки на чолі з Мурадом I здобули перемогу над сербами й окупували Фракію та Болгарію. 
1368 року церковний собор у Константинополі канонізував Григорія Паламу. 1369 року імператор Іоанн V Палеолог, намагаючись отримати допомогу від Заходу проти турків, прибув до Рима, де було укладено Римську унію — об'єднання західної та східної церков під верховенством папи римського. Унія не мала практичного значення й була недовговічною.  
1362 року королем Кілікійської Вірменії став Костандін V.

### Східна Європа
1361 року Буду проголошено столицею Угорського королівства. 1365 року король Угорщини Людвік I Великий захопив Відінське царство й полонив царя Івана Срациміра.
1363 року імператор Священної Римської імперії Карл IV Люксембург надав своєму синові Вацлаву титул короля Богемії.  
12 травня 1364 року указом короля Казимира Великого у Кракові створено «студіум генерале», що дало початок Ягеллонському університету — одному з перших університетів у Центральній Європі. 1370 року король Польщі Казимир III Великий помер. Йому успадкували Єлизавета Польська та Людвік I Великий, король Угорщини. 
17 лютого 1370 Тевтонський Орден переміг литовців під Рудау.
З 1361 року фактичну владу в Золотій Орді захопив воєвода Мамай.
1365 року генуезці захопили Судак.

### Західна Європа
Після закінчення першого етапу Столітньої війни в Західну Європу повернулася чума, яку розносили найманці. Францію спустошували банди так званих тар-веню. 1362 року вони завдали поразки королівським силам поблизу Бринє. 1364 року королем Франції короновано Карла V, прозваного Мудрим. 
1369 року розпочалася Каролінська війна — другий етап Столітньої війни. Французькі війська допомогли Енріке II здобути біля Монтьєля перемогу над чинним королем Кастилії Педро I, союзниками якого були португальці та англійці на чолі з Чорним Принцом. Король Франції Карл V Мудрий денонсував договір у Бретіньї, а англійський король Едуард III знову заявив свої претензії на французький трон. Французькі війська відвоювали більшість Аквітанії та Нормандії. 1370-го  англійське військо на чолі з Чорним Принцом взяло в облогу, а потім захопило, Лімож, який перед тим відкрив ворота французьким військам. Коли  Бертран Дю Геклен став конетаблем Франції, він на чолі французької армії здобув перемогу над англійцями під Понваленом. 
1363 року герцогом Бургундії став Філіп II Сміливий.
1362 року сильний шторм у Північному морі, Гроте Мандренке, завдав важкого удару по прибережних землях Англії, Нідерландів, Франції, забравши понад 25 тисяч людських життів.

### Південна Європа
Продовжувався Авіньйонський полон пап. 1362 року розпочався  понтифікат Урбана V. 1367 року Урбан V зробив спробу повернутися до Рима, але йому не вдалося втриматися в місті, й 1370 року він знову перебрався до Авіньйона, де незабаром помер. Його змінив Григорій XI.
Королева Неаполя Джованна I 1362 року упродовж багатьох днів приховувала смерть свого чоловіка Людовика Тарентського, намагаючись зберегти владу в своїх руках. У грудні вона одружилася з колишнім королем Майорки Хайме IV, однак їхні стосунки не склалися. 
1366 року в королівстві Кастилія і Леон почалася боротьба за трон між звідними братами Педро Жорстоким та Енріке Ii. Енріке підняв бунт і відібрав у брата корону. 1367 року Педро Жорстокий переміг у битві поблизу Нахери й повернув собі трон. Енріке II утік в Наварру, потім вернувся в стару Кастилію, міста якої стали відчиняти перед ним ворота. 1369 року Енріке II з допомогою французів здобув перемогу у битві поблизу Монтьєля. Незабаром Педро I загинув від руки вбивці, тож Енріке отримав корону. 
1367 року королем Португалії став Фернанду I.

### Північна Європа
1361 року війська короля Данії Вальдемара IV Аттердага захопили Вісбю й увесь Готланд. Швеція, Норвегія та Ганза уклали союз проти Данії. 1362 року флот Ганзи вчинив напад на Копенгаген. 
1362 року король Норвегії Гокон VI проголосив себе також королем Швеції на противагу своєму батькові Магнусу Еріксону. Згодом батько й син примирилися й правили в Швеції разом. Але 1363 року шведська знать обрала королем Альбрехта Мекленбурга.  Гокон IV одружився з Маргаритою Данською і перейшов на бік Данії в її конфлікті з Ганзою. 1364 року Альбрехт Макленбург прогнав зі Швеції батька й сина Магнуса та Гокона. Наступного року Альбрехт розбив своїх супротивників у битві поблизу Гастакугена і захопив Магнуса Ерікссона в полон.
1368 року Норвегія та Ганза уклали між собою мир. У 1370 Данія та Ганза  теж уклали мир в Штральзунді. Данія пішла на значні поступки. Ганза утвердила своє панування в Балтійському морі.

### Азія
У Семиріччі почалося піднесення Тамерлана. 1366 року в Самарканді спалахнуло і зазнало поразки народне повстання, одним з очільників якого був Абу Бекр Келеві. 1368 року Тамерлан став еміром Самарканда. В 1370 він убив свого шурина Гусейна, захопив Балх та Хорезм і почав завоювання Азії.
1363 року озері Поянху в Китаї відбулася одна з найбільших морських битв в історії. Один із лідерів червоних пов'язок, Чжу Юаньчжан, здобув перемогу над іншим лідером повстанців, Чень Йоуляном. 1366 року він почав зводити стіни навколо Нанкіна. 1368 року Чжу Юаньчжан проголосив створення нової династії Мін, ханьської а не монгольської за етнічним складом.  Династія Юань припинила існування. Її останній правитель Тоґон-Темур утік з Пекіна. Правитель нової династії Чжу Юаньчжан одразу почав проводити енергійні реформи. Він, порвавши зі своїми колишніми союзниками з секти Білого лотоса, відкрив конфуціанські школи в кожному значному місті, відновив систему іспитів на державні посади.
З падінням династії Юань отримав незалежність Тибет. 
1365 року на півдні Індостану Бахмані напала на Віджаянагару. 
На території сучасної М'янми виникла держава Ава.
Сукхотай став данником держави Аюттхая.

### Африка
1364 року два кораблі з Дьєпа висадилися в районі Зеленого Мису й заснували торгову факторію.
1365 року король Кіпру Петро I разом із лицарями-госпітальєрами захопили Александрію в Єгипті. Ця подія залишилася в історії як Александрійський хрестовий похід.

## Культура
Французький король Карл V Мудрий створив першу національну бібліотеку. 1370 року на королівському замку Консьєржері в Парижі встановлено перший публічний годинник.
Упродовж десятиліття засновано Павійський університет, Віденський університет, Краківський університет.